# 僕らのミライへ逆回転
『僕らのミライへ逆回転』（ぼくらのミライへぎゃくかいてん、Be Kind Rewind）は、2008年のアメリカ映画。レンタルビデオ店の店員とその幼馴染が、ハリウッド映画のリメイクをホームビデオで勝手に製作してしまうコメディ。
プレミアは2008年のサンダンス映画祭。第58回ベルリン国際映画祭でもコンペティション外作品として上映された。アメリカでは2008年1月22日にニュー・ライン・シネマ配給で、日本では2008年10月11日に東北新社配給で公開された。
原題の「Be Kind Rewind」は、レンタルビデオの磁気テープに書かれている「巻き戻してご返却下さい」の意味。
日本語版キャッチコピーは「はっぴいえんどにリメイク中」。

## ストーリー
ニュージャージー州パセーイクにある寂れたレンタルビデオ店「Be Kind Rewind」。店長のフレッチャーは市の再開発担当者から立ち退きを迫られていたが、ジャズ・ピアニストのファッツ・ウォーラーの生れた場所という触れ込みの自分の店に誇りを持っていた。
旅行に出た店長から店番を任されたマイクのもとに、友人のジェリーがやってくる。ジェリーの住むトレーラー・ハウスのそばにある発電所を襲撃しようというのだ。だがマイクはこれを拒否。一人で発電所に侵入したジェリーは感電し磁気をおびてしまう。翌日ジェリーが店を訪れたために、店中のビデオが磁気の影響を受けて映らなくなってしまった。そこへ店の大事な顧客であるファレヴィチが『ゴーストバスターズ』を借りに来る。
店の信頼を失わないように2人が考え出した答えは、自分たちで映画を撮り直すことだった。彼らは自分たちで作ったリメイク版ビデオを、「スウェーデンから輸入しているので、待ち時間も長くレンタル料も高い」と強弁し、客の求めに応じて次々にいろんな映画の「スウェーデン版リメイク」を作ってゆく。

## キャスト
| 役名           | 俳優                           | 日本語吹替 |
| -------------- | ------------------------------ | ---------- |
| ジェリー       | ジャック・ブラック             | 高木渉     |
| マイク         | モス・デフ                     | 小森創介   |
| フレッチャー   | ダニー・グローヴァー           | 側見民雄   |
| ファレヴィチ   | ミア・ファロー                 | 大西多摩恵 |
| アルマ         | メロニー・ディアス             | 武田華     |
| ミス・ローソン | シガニー・ウィーバー           | 宮寺智子   |
| マニー         | アージェイ・スミス             |            |
| ジェームス     | マーカス・カール・フランクリン |            |

## スタッフ
- 監督/脚本 - ミシェル・ゴンドリー
- 製作 - ジョルジュ・ベルマン
- 製作総指揮 - トビー・エメリッヒ、ガイ・ストーデル
- 撮影 - エレン・クラス
- プロダクションデザイン - ダン・リー
- 衣装デザイン - ラエル・エイフィリー、キシュー・チャンド
- 編集 - ジェフ・ブキャナン
- 音楽 - ジャン＝ミシェル・ベルナール
- 音楽監修 - リンダ・コーエン